# 蘇える金狼 オリジナル・サウンドトラック
『「蘇える金狼」オリジナルサウンドトラック』（よみがえるきんろうオリジナルサウンドトラック）は、1979年に公開された、松田優作主演の角川映画『蘇える金狼』のサウンドトラックである。

## アルバム

### 「蘇える金狼」オリジナルサウンドトラック
全曲・前野曜子が歌っており、劇中でも流れている。
ジャケットの表面は、シングル盤と同じ松田優作が銃を持って横たわっており、裏面は前野曜子が載っている。
2011年に発売された、デジタル・リマスターされた紙ジャケット仕様のCDは、前野曜子メモリアルコレクションとして前野曜子が前面に、またボーナス・トラックに西丘有理名義の作品も収録されている。

#### 収録曲
注記以外は、作詞：浅野裕子、作曲：ケーシー・ランキン、編曲：トッシュ。
SIDE A
1. 蘇える金狼のテーマ  –  (4:00)
2. 汚れた英雄  –  (5:20)
3. 俺に墓はいらない  –  (3:55)
  - 作詞：ケーシー・ランキン。
4. 非情の標的  –  (4:45)

SIDE B
1. 無法街の死  –  (4:54)
  - 作詞：ケーシー・ランキン。
2. 野獣死すべし  –  (3:39)
  - 作詞：ダニエル・ラッソン、作曲：木森敏之。
3. 優雅なる野獣  –  (5:56)
  - 作詞：杉山政美、作曲：木森敏之。
4. 唇に微笑み 心に拳銃 –  (4:06)
  - 作詞：ケーシー・ランキン。

ボーナス・トラック
※　西丘有理名義
1. 風船の愛
2. 朝を待たずに
3. なくてもともと

#### レコーディング・スタッフ

##### スタッフ
- ゼネラル・プロデューサー：角川春樹
- プロデューサー：鈴木清司、高桑忠男（東映）
- ディレクター：ロビー和田（U･DO）、中村博明（キャニオンレコード）
- アシスタント・ディレクター：阿部亮二（U･DO）
- ミキサー：和田トミオ
- アシスタント・ミキサー：和田ミツオ、和田ヤスオ

#### 発売履歴
| 発売日         | レーベル                 | 規格           | 規格品番   | 備考                           |
| -------------- | ------------------------ | -------------- | ---------- | ------------------------------ |
| 1979年7月21日  | キャニオンレコード       | LP             | C25A0052C  |                                |
| 1995年5月19日  | ポニー・キャニオン       | CD             | PCCA-00753 | CD選書。                       |
| 2011年11月23日 | グリーンウッド・レコーズ | CD（紙ジャケ） | GRCL-6015  | 2011年デジタル・リマスター版。 |

### 「蘇える金狼」ミュージック・ファイル
1996年にバップレコードより、規格品番：VPCD-81127にて、「YUSAKU MTASUDA SOUND MEMORIAL」シリーズで発売された。2016年5月12日に、同じ規格品番で、再発されている。
劇中で使用されたインストゥルメンタルの楽曲のみで構成されており、映画公開当時に発売されなかったタイトルバックを始めとした本編使用曲を、映画での登場順にアルバム化。ブックレットには解説の他、公開当時のプレスシート文を採録。
トラック9は、サックスによるテーマ・ヴァリエーションが入るべきところをチェンバロによるヴァージョンで収録。本来収録されるべき、サックス・ヴァージョンは、『松田優作クロニクル'73～'89』に収録されている。

#### 収録曲
1. プロローグ（オーバーハイムのみ/M-3夜明けOHeimのみ） –  (0:36)
2. タイトルバック（M-2夜明け+M-2#2エンディング） –  (2:34)
3. 視線の中の絵理子（チェンバロソロ） –  (3:41)
4. 朝倉･豹変（M-1サスペンス） –  (2:41)
5. 悪魔の媚薬I（M-2不安） –  (1:34)
6. 悪魔の媚薬II（M-7Love themeのイントロ） –  (1:43)
7. 凶悪のエクスタシー（無法街の死インスト） –  (4:57)
8. 京子の部屋からの脱出（D型） –  (1:43)
9. 孤独の武装（M-3孤独） –  (3:27)
10. 襲撃･磯川の罠I（C型/M-6アクション･ブラスのみ） –  (3:07)
11. 襲撃･磯川の罠II（M-1サスペンスC型） –  (2:51)
12. ハンドミラー/桜井のマンション（オーバーハイムArp/M-9神秘T2） –  (1:53)
13. 白昼の尾行（D型EB&Dr） –  (1:44)
14. 亡骸にたたずむ朝倉～朝倉と京子（M-5B型テーマ） –  (4:07)
15. 追跡（M-4アクション） –  (2:15)
16. 200万株譲渡（M-8神秘） –  (2:35)
17. 絵理子との出会い（M-6弦カルB型） –  (2:15)
18. 錯乱（M-1蘇る金狼バロック風） –  (3:27)
19. 愛欲の果てI（M-8 Love themeのイントロ） –  (1:43)
20. 愛欲の果てII（唇に微笑 心に拳銃インスト弦カル+Pf） –  (1:41)
21. 蘇る金狼のテーマ-CINEMA VERSION- –  (2:07)
22. 「ジュピターには何時に着くんだ?」（オーバーハイムArp+オーバーハイムエンディング用） –  (1:45)
23. 蘇る金狼のテーマ･ピアノソロ（PfソロAType） –  (4:25)

## シングル
後に発売されたアルバム「蘇える金狼」オリジナルサウンドトラックの収録曲と同じ。
ジャケットもLP盤と同じく、松田優作が横たわっている。

### SIDE A
1. 蘇える金狼のテーマ  –  (4:00)

### SIDE B
1. 唇に微笑み 心に拳銃 –  (4:06)

### 収録アルバム
- 蘇える金狼　オリジナル・サウンドトラック
- 角川映画スペシャル（1985年7月20日、東芝EMI、LP:WTP-90335、CD:CA32-1144） –  「蘇える金狼のテーマ」収録。
- 角川映画主題歌集（2011年1月26日、ユニバーサル・ミュージック、TOCT-27036） –  「蘇える金狼のテーマ」収録。
- 角川映画主題歌集 ～デラックス（2011年1月26日、ユニバーサル・ミュージック、TOCT-27034） –  「蘇える金狼のテーマ」収録。
- 40周年記念コンピレーション ザ・角川映画スペシャル（2016年6月15日、ユニバーサル・ミュージック、UPCY-7141） –  「蘇える金狼のテーマ」収録。